# ولکی ریبنیک
ولکی ریبنیک (به چکی: Velký Rybník) یک منطقهٔ مسکونی در جمهوری چک است که در شهرستان پلهرژیموف واقع شده‌است.

## خصوصیات
ولکی ریبنیک ۶٫۲۷ کیلومترمربع مساحت و ۱۶۵ نفر جمعیت دارد و ۴۷۸ متر بالاتر از سطح دریا واقع شده‌است.